# Campeonato Mundial de Esgrima de 1987
O Campeonato Mundial de Esgrima de 1987 foi a 50ª edição do torneio organizado pela Federação Internacional de Esgrima (FIE) entre 16 de julho a 26 de julho de 1987. O evento foi realizado em Lausana, Suíça. 

## Resultados
Os resultados foram os seguintes. 
Masculino
| Evento             | Ouro                                                                                                  | Prata                                                                                                 | Bronze                                                                                   |
| Espada individual  | Alemanha Ocidental · Volker Fischer                                                                   | União Soviética · Andrey Shuvalov                                                                     | Cuba · Wilfredo Loyola-Torriente                                                         |
| Espada por equipe  | União Soviética · Vladimir Reznichenko · Serguei Kravchuk · Andrei Shuvalov · Mijail Tishko           | Alemanha Ocidental · Alexander Pusch · Elmar Borrmann · Volker Fischer · Thomas Gerull · Arnd Schmitt | França · Philippe Riboud · Philippe Boisse · Éric Srecki · Jean-Michel Henry             |
| Florete individual | Alemanha Ocidental · Matthias Gey                                                                     | Alemanha Ocidental · Matthias Behr                                                                    | Itália · Federico Cervi                                                                  |
| Florete por equipe | Alemanha Ocidental · Mathias Gey · Matthias Behr · Thorsten Weidner · Ulrich Schreck · Klaus Reichert | França · Philippe Omnès · Youssef Hocine · Patrick Groc · Patrice Lhôtellier                          | Hungria · Zsolt Érsek · István Busa · Róbert Gátai · István Szelei                       |
| Sabre individual   | França · Jean-François Lamour                                                                         | Hungria · György Nébald                                                                               | Polónia · Robert Kościelniakowski                                                        |
| Sabre por equipe   | União Soviética · Andrei Alshan · Gueorgui Pogosov · Serguei Mindirgasov · Serguei Koriazhkin         | Bulgária · Jristo Etropolski · Vasil Etropolski · Gueorgui Chomakov · Nikolai Mateev                  | França · Jean-François Lamour · Philippe Delrieu · Pierre Guichot · Hervé Granger-Veyron |

Feminino
| Evento             | Ouro                                                                                            | ' Prata                                                                                    | Bronze |
| Florete individual | Roménia · Elisabeta Guzganu-Tufan                                                               | Alemanha Ocidental · Zita-Eva Funkenhauser                                                 | China · Jujie Luan                                                                                           |
| Florete por equipe | Hungria · Zsuzsanna Jánosi · Edit Kovács · Gertrúd Stefanek · Katalin Tuschák · Zsuzsanna Szőcs | Roménia · Elisabeta Tufan · Reka Lazăr · Claudia Grigorescu · Georgeta Beca · Rozalia Oros | Itália · Margherita Zalaffi · Annapia Gandolfi · Giovanna Trillini · Dorina Vaccaroni · Francesca Bortolozzi |

## Quadro de medalhas
| Ordem | País               | Medalha de ouro | Medalha de prata | Medalha de bronze |    |
| ----- | ------------------ | --------------- | ---------------- | ----------------- | -- |
| 1     | Alemanha Ocidental | 3               | 3                |                   | 6  |
| 2     | União Soviética    | 2               | 1                |                   | 3  |
| 3     | França             | 1               | 1                | 2                 | 4  |
| 4     | Hungria            | 1               | 1                | 1                 | 3  |
| 5     | Roménia            | 1               | 1                |                   | 2  |
| 6     | Bulgária           |                 | 1                |                   | 1  |
| 7     | Itália             |                 |                  | 2                 | 2  |
| 8     | China              |                 |                  | 1                 | 1  |
|       | Cuba               |                 |                  | 1                 | 1  |
|       | Polónia            |                 |                  | 1                 | 1  |
| TOTAL | TOTAL              | 8               | 8                | 8                 | 24 |